# Colonnade Hotel

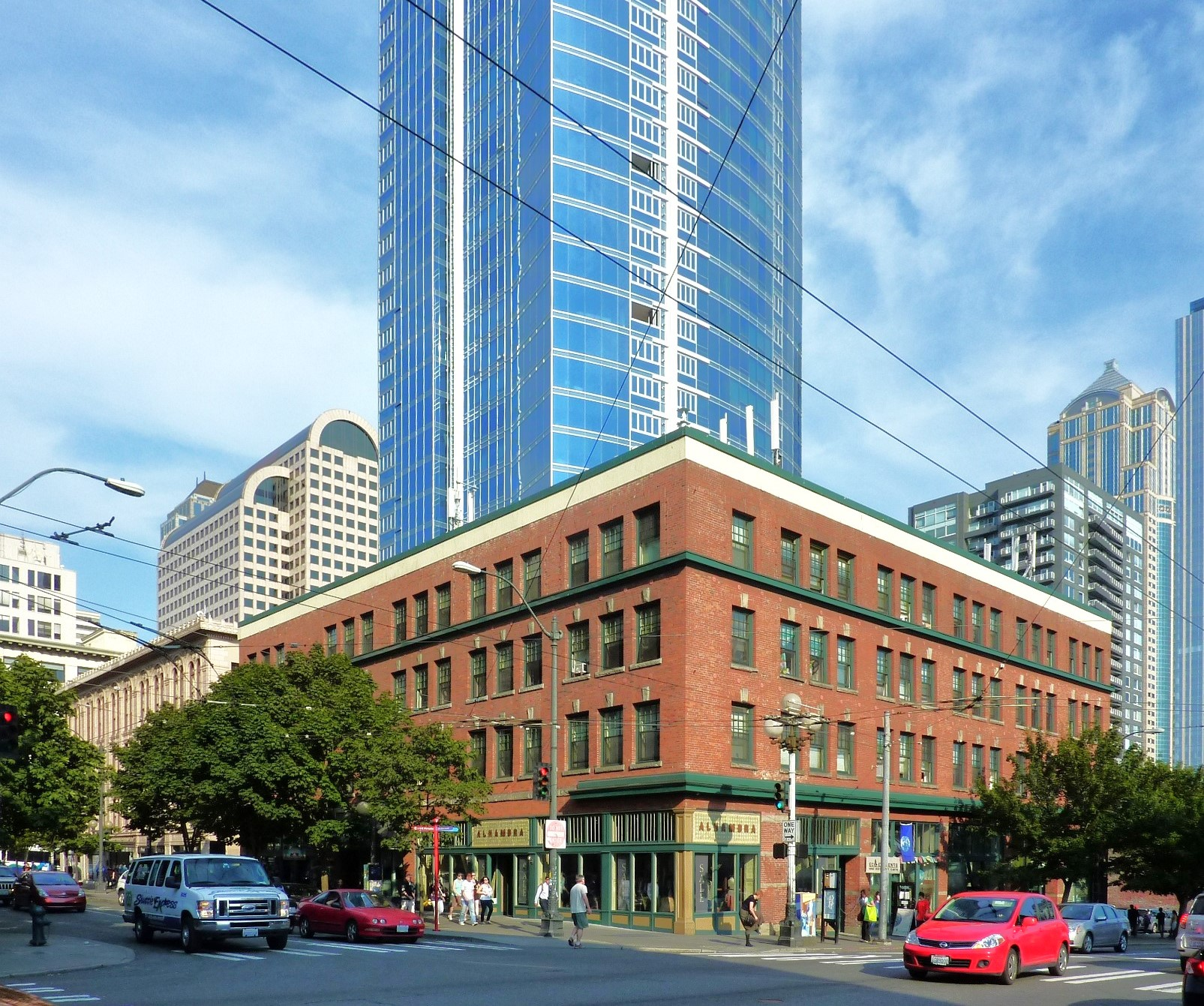
Das historische Colonnade Hotel in Seattle

Das Colonnade Hotel (auch: Gatewood Hotel) ist ein historisches Hotelgebäude in der 107 Pine Street in der Innenstadt von Seattle im US-amerikanischen Bundesstaat Washington. Das Bauwerk ist seit dem Jahr 2017 als nationales historisches Denkmal gelistet sowie als Seattle Landmark denkmalgeschützt.

## Geschichte
Das Colonnade Hotel entstand im Rahmen der kommerziellen Entwicklung in der im ausgehenden 19. Jahrhundert schnell wachsenden Stadt 
Seattle. Das Gebäude wurde im Jahr 1900 am äußersten nördlichen Ende des zentralen Geschäftsviertels gegenüber des zu der Zeit noch in den Anfängen stehenden heute zentralen Pike Place Market errichtet. Der wirtschaftliche Aufschwung war eine direkte Folge des Goldrauschs in Alaska im Jahr 1897, der zu einem großen Bevölkerungswachstum in der Stadt von 43.000 im Jahr 1890 auf 80.000 im Jahr 1900 auf über 240.000 bis 1910 führte. Die durch das Wirtschafts- und Bevölkerungswachstum stimulierte Bauentwicklung ermöglichte auch die Errichtung des Colonnade Hotels. Es befand sich zunächst an der noch unbefestigten Pine Street und war aufgrund der Steilheit des Geländes teilweise von Erdhügeln verdeckt. Der Zugang erfolgt ursprünglich über eine lange Holztreppe, die von der nordöstlichen Ecke der Straße aus zugänglich war. Der Bau der Straße begann im Jahr 1904 und 1911 wurde schließlich die Fahrbahn erweitert und die Straße gepflastert. Aufgrund der einfacheren Erschließung wurde das Hotel 1912 umgebaut, um dem Bedarf einer breiteren Straßen gerecht zu werden. Die Eigentümer und Entwickler des Hotelgebäudes waren die Brüder Charles D. und Frederick S. Stimson, die den Architekten Charles Herbert Bebb mit dem Entwurf des dreigeschossigen Hotelgebäudes beauftragt hatten.